# Kambodzsa vasúti közlekedése
Kambodzsa vasúthálózatának hossza 602 km, 1000 mm nyomtávú. A vasúthálózat nagy részén jelenleg nem zajlik vasúti forgalom, helyette a lakosok különböző hajtányokkal közlekednek a vágányokon.

## Képgaléria

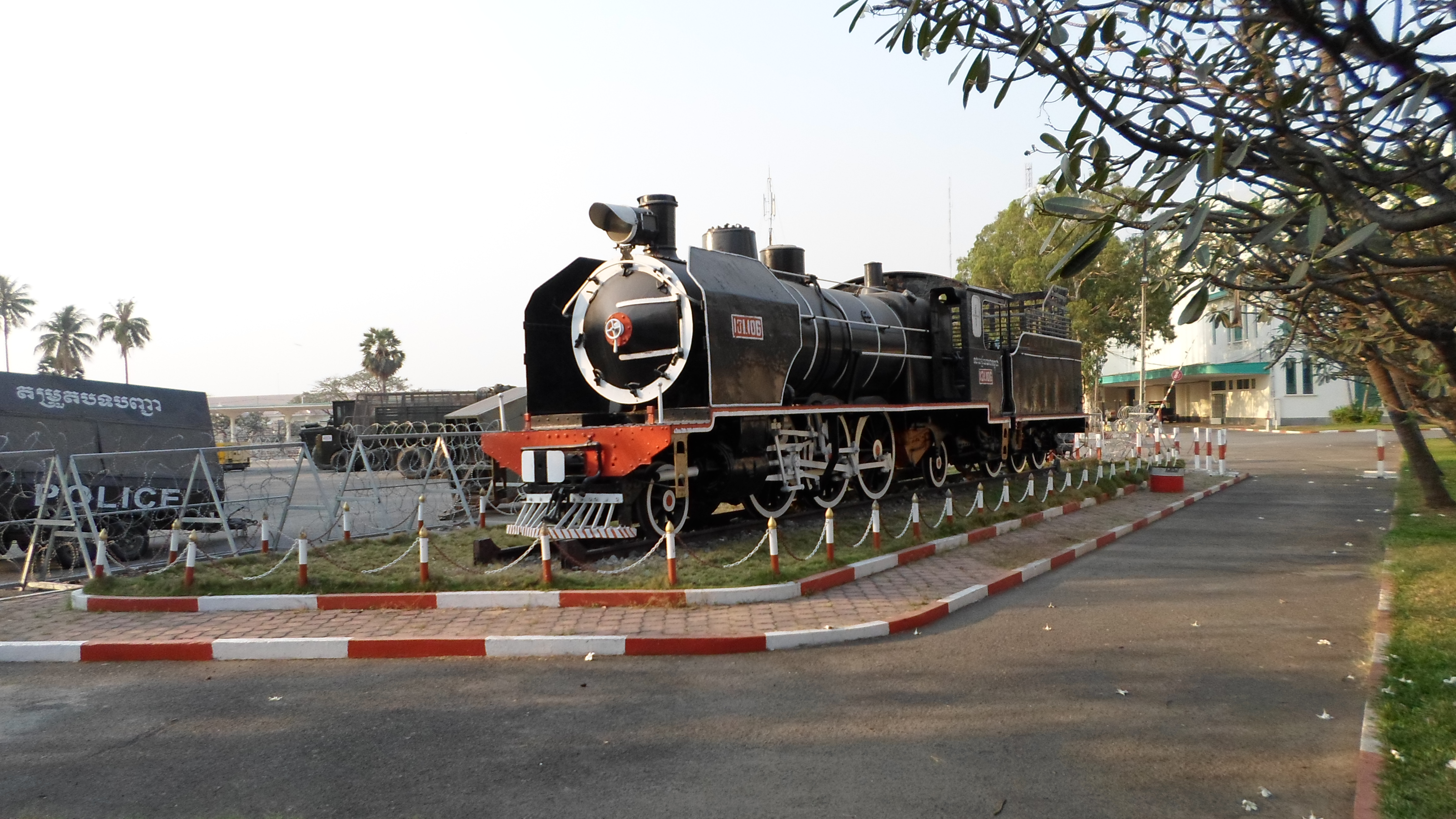
Szobormozdony Kambodzsában
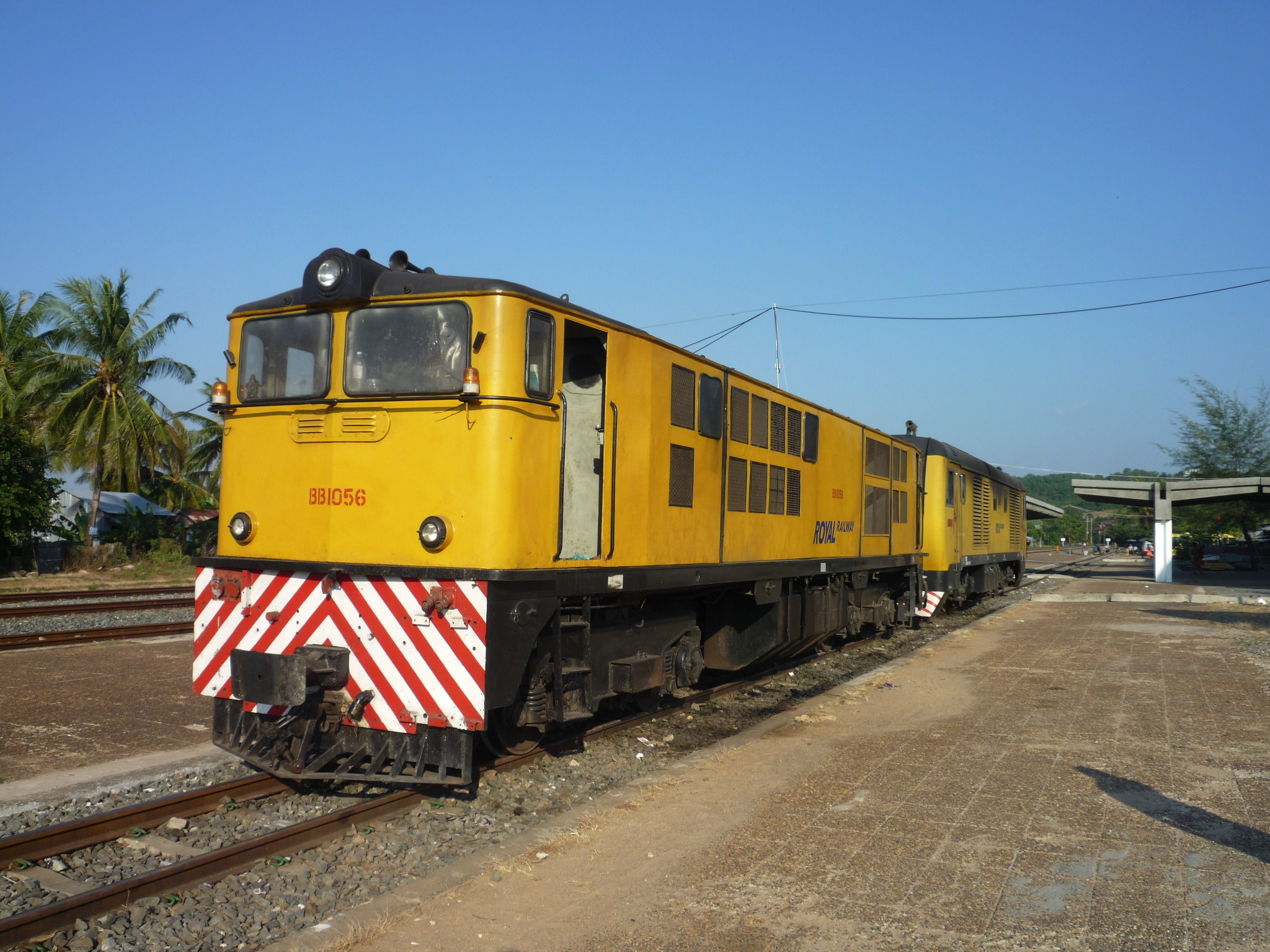
Dízelmozdony
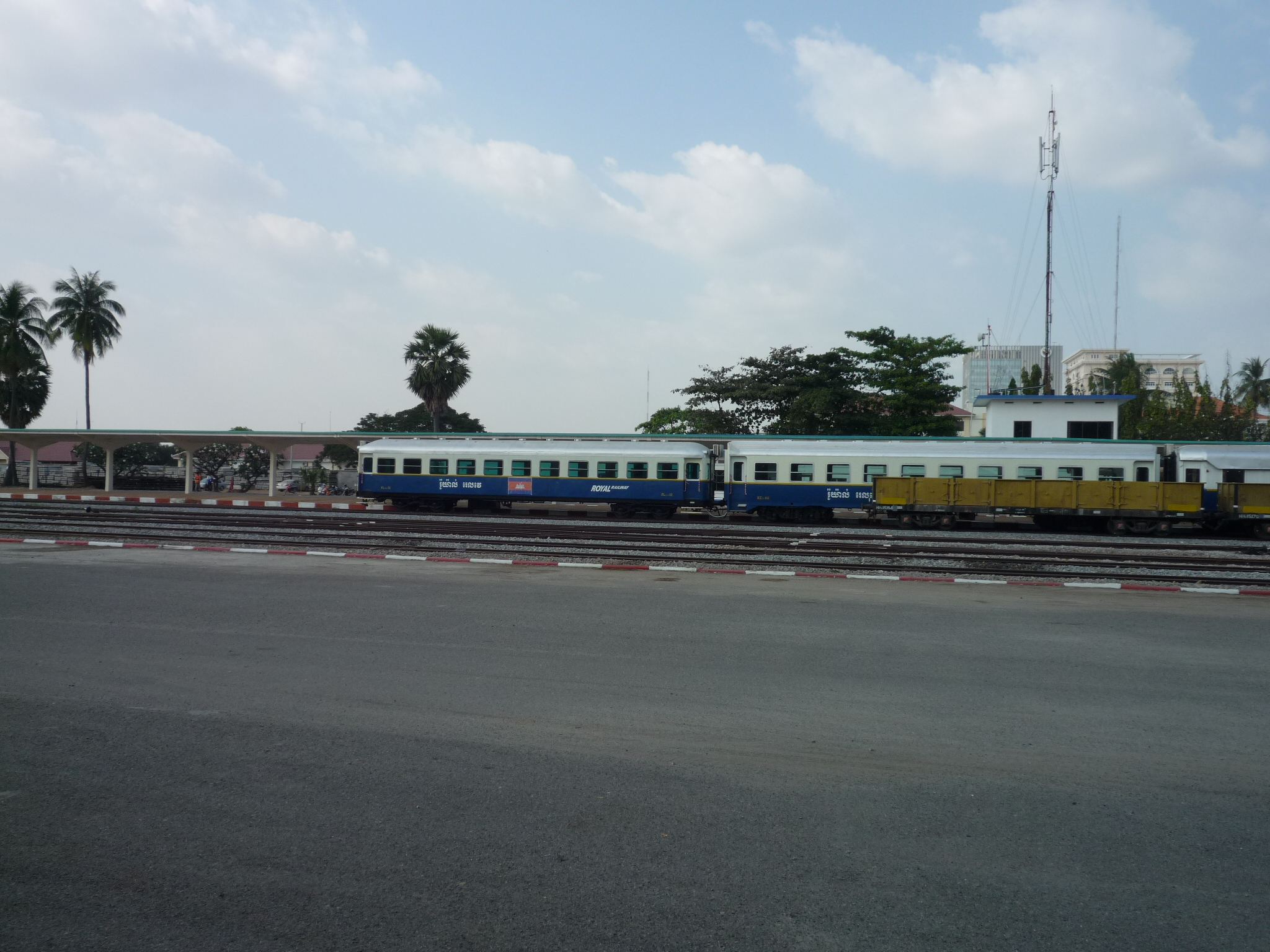
Személykocsik
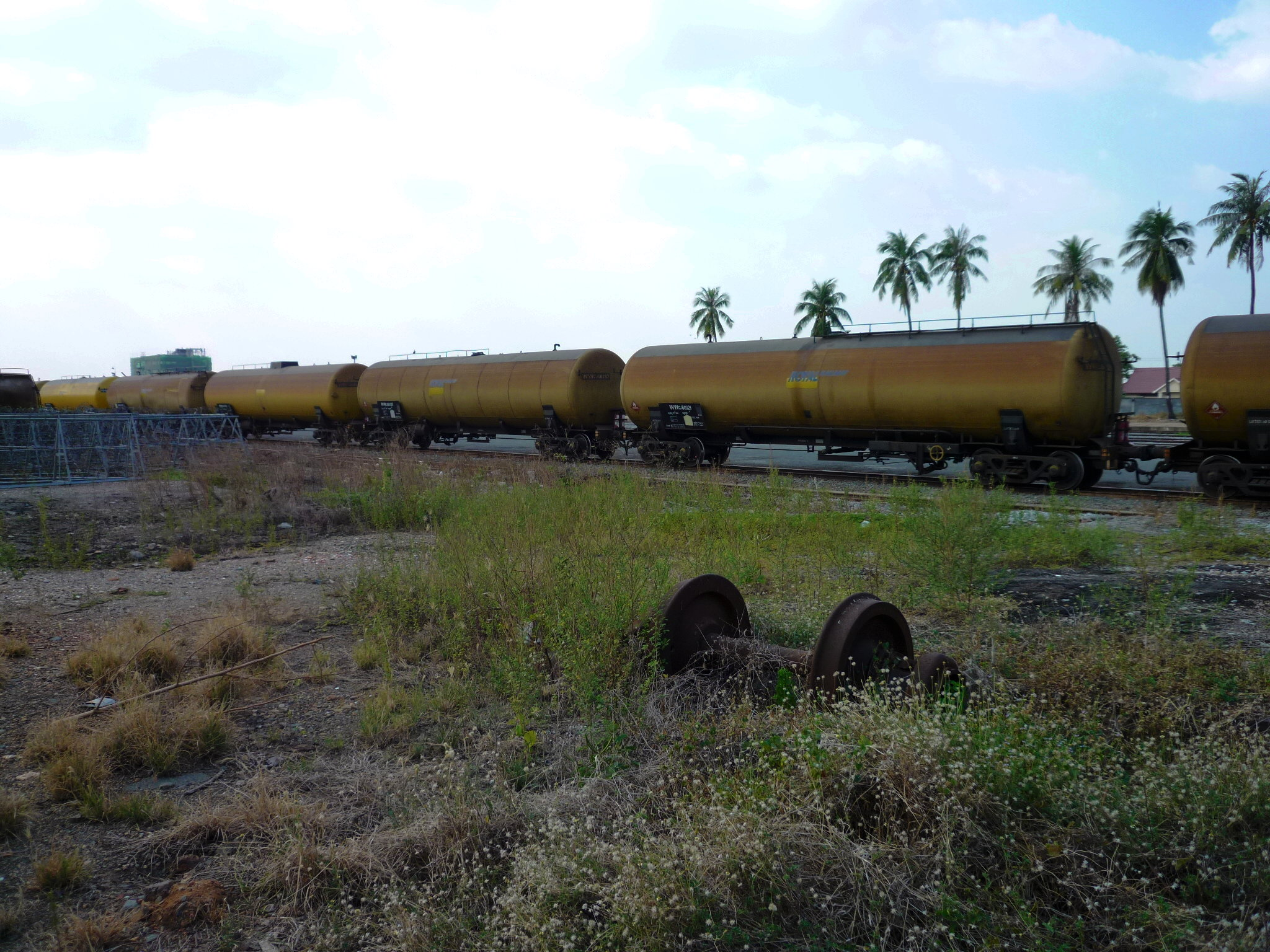
Tartálykocsik
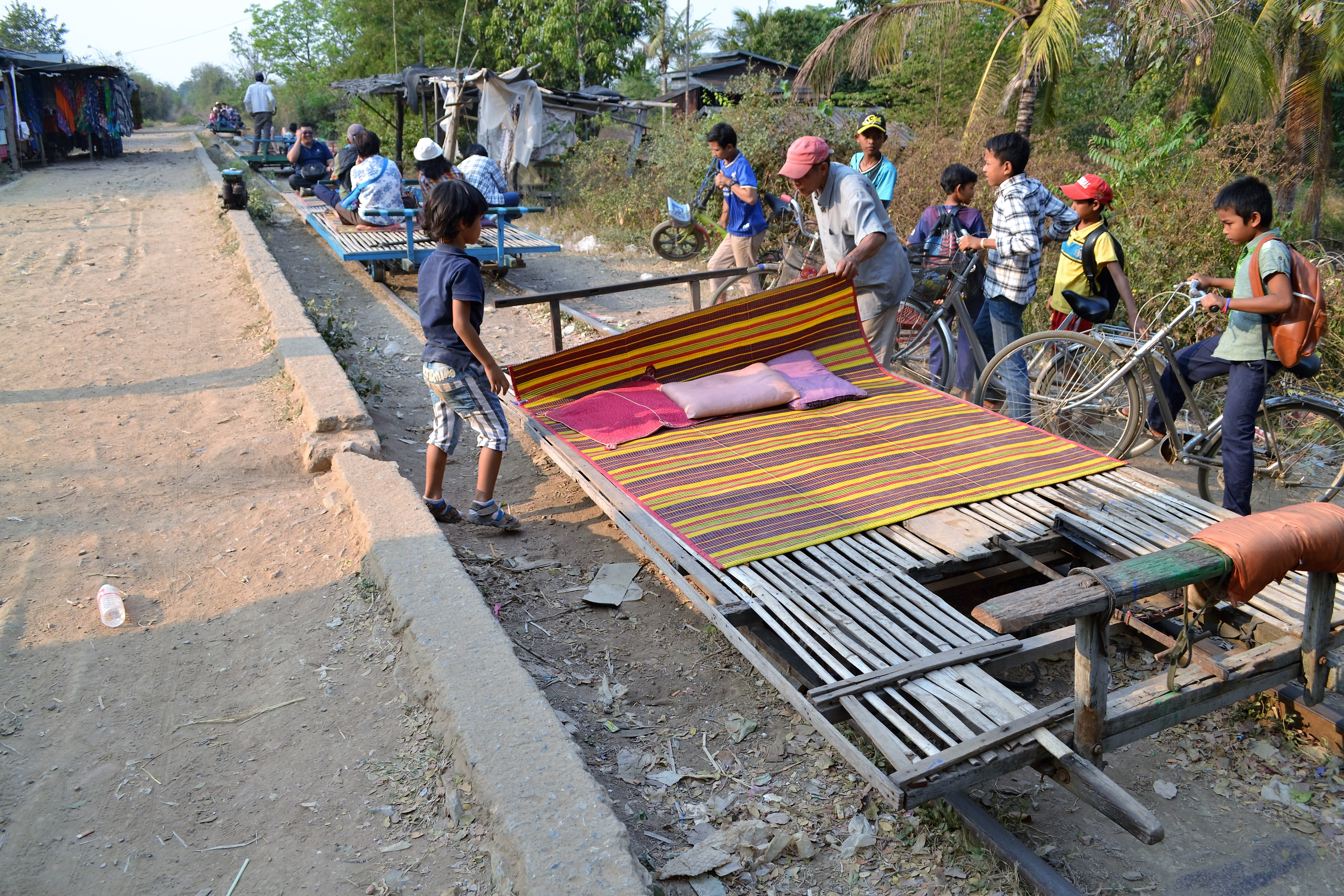
Norry
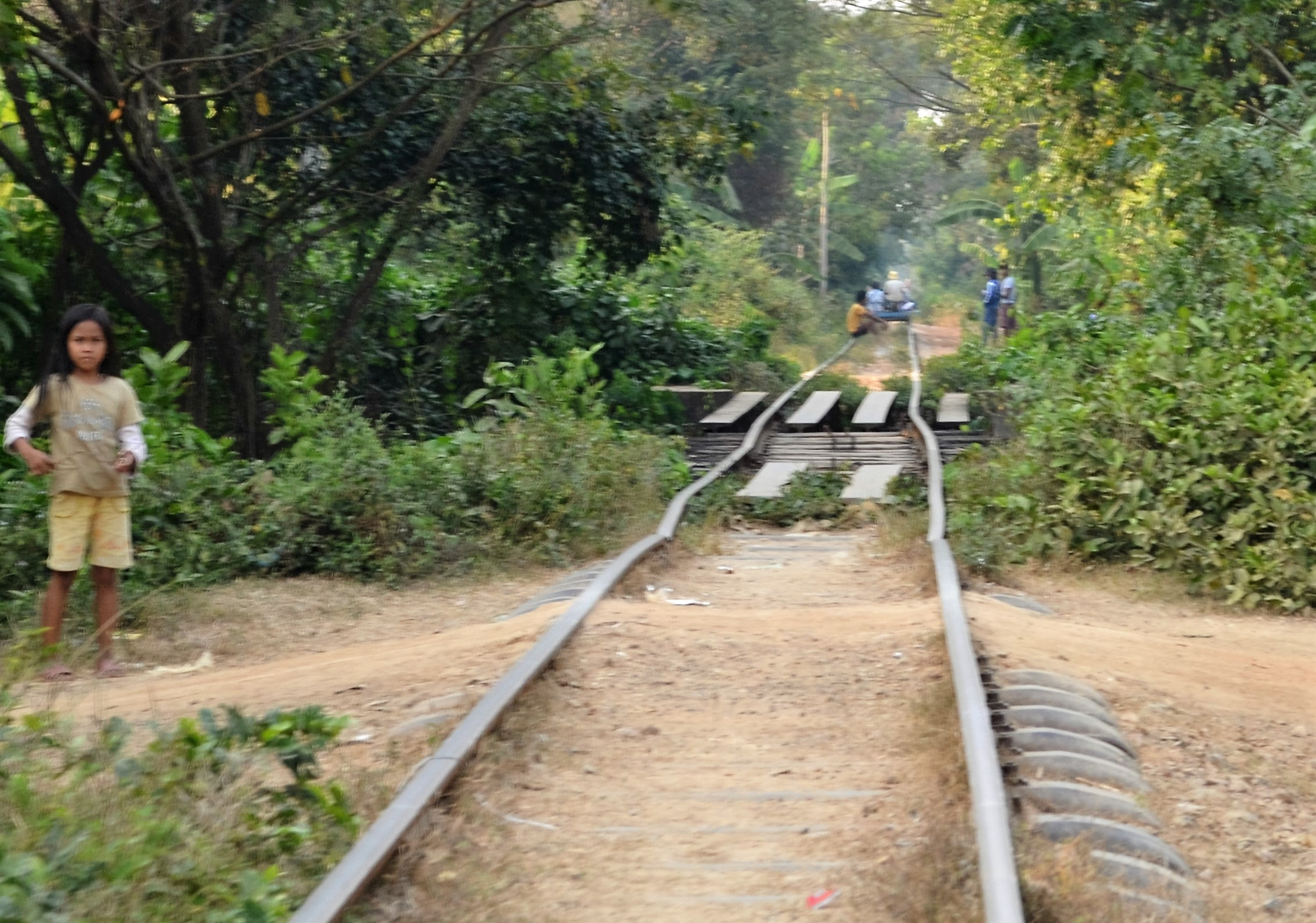
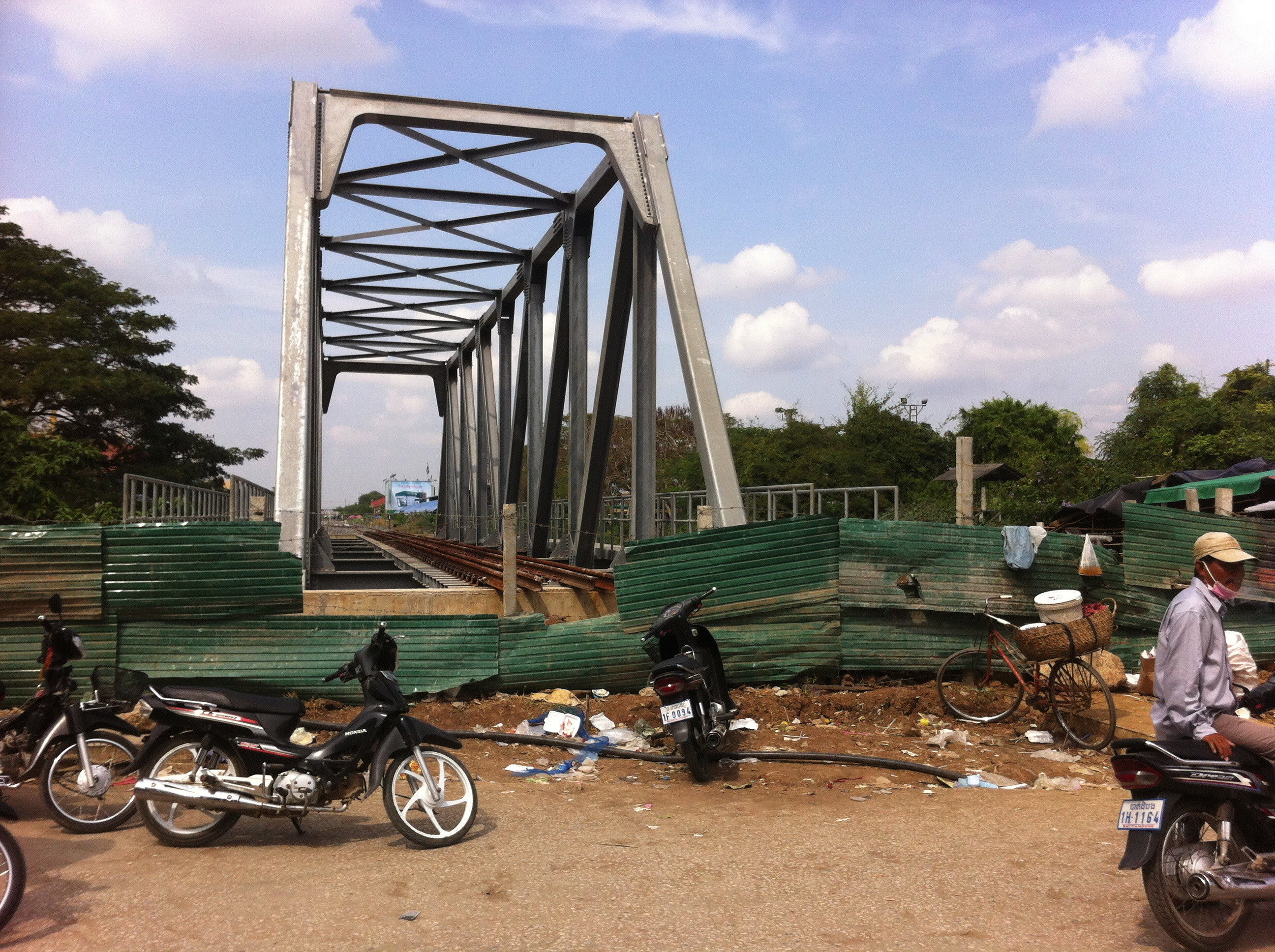
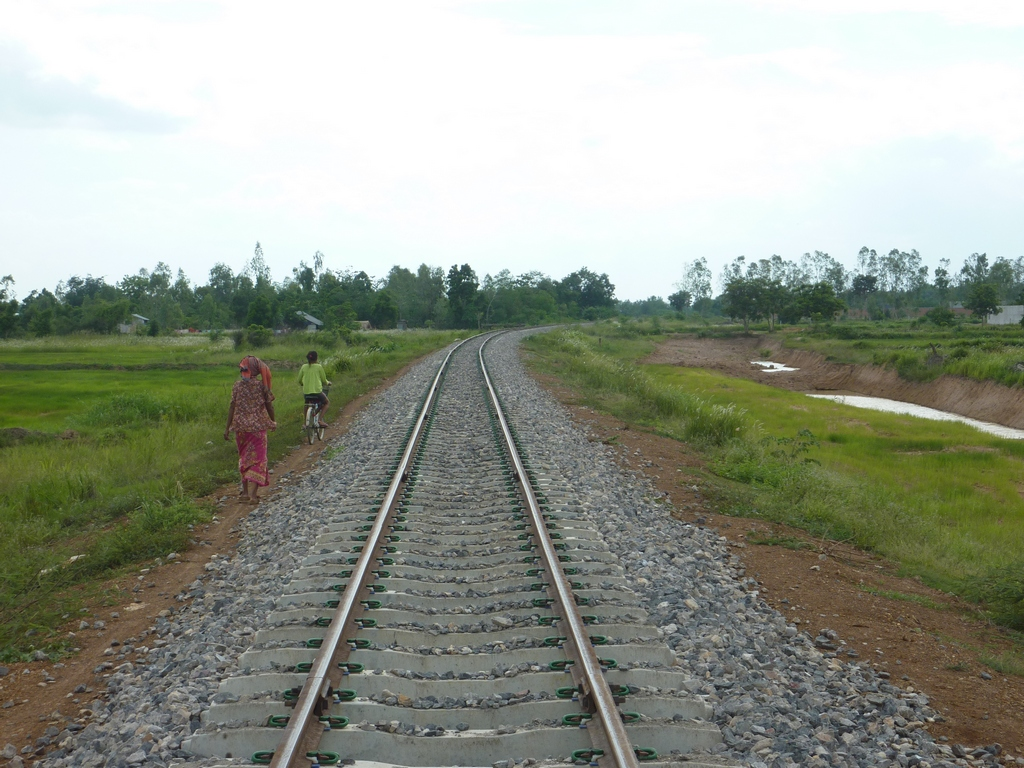
Felújított vasútvonal Kambodzsában

## Vasúti kapcsolata más országokkal
- Thaiföld - van, de nem üzemel
- Laosz - nincs
- Vietnam - nincs, építés alatt